# Paul Zindel
 Paul Zindel Jr. (Tottenville, 1936. május 15. – New York, 2003. március 27.) amerikai drámaíró, ifjúságiregény-író és oktató.

## Korai évei
Zindel Tottenville-ben, New York államban született id. Paul Zindel rendőr és Betty Zindel ápolónő gyermekeként; nővére, Betty (Zindel) Hagen másfél évvel volt idősebb nála. Apjuk megszökött a szeretőjével, amikor Zindel kétéves volt, így a trió Staten Islandre költözködött, különböző házakban és lakásokban élve.
Zindel már tizenéves korában színműveket írt, bár vegyésznek tanult a Wagner Főiskolán, és a diploma megszerzése után hat hónapot töltött az Allied Chemicalnél vegyészeti íróként. Egyetemi hallgatóként kreatív íráskurzust vett Edward Albee drámaírónál, aki a mentora és szószólója lett. Később otthagyta, és tíz évig kémia- és fizikatanárként dolgozott a Staten Island-i Tottenville Középiskolájában. Láthatóan olyan viselkedésformák felé vonzódott, amelyek lehetővé tették számára, hogy megfigyelje mások reakcióit furcsa helyzetekben: Olen Soifer, aki édesapjánál, Dave-nél, a középiskola egykori laboránsánál járt, emlékszik rá, hogy Zindel fekete cipőt viselt, és az egyiknek az eleje le volt vágva, így fehérzoknis lábujjai láthatóvá váltak.

## Pályája
1964-ben megírta A gammasugarak hatása a százszorszépekre című, első és legsikeresebb darabját, amely 1970-ben a Broadway-n kívül, 1971-ben pedig a Broadway-n futott, és 1971-ben Pulitzer-díjat kapott a dráma kategóriában. A darab azonban kritikákat is kapott, mert túl elliptikus vagy túl nehezen érthető volt. Ennek ellenére a 20th Century Studios 1972-ben filmet is készített belőle, Paul Newman rendezésében, felesége, Joanne Woodward főszereplésével. Röviddel ezután Charlotte Zolotow, a Harper & Row alelnöke felvette vele a kapcsolatot, hogy írjon a kiadójának.
Zindel összesen 53 könyvet írt, amelyek közül egy kivételével mindegyik gyerekeknek vagy tinédzsereknek szól. Sokan a szülővárosában, Staten Islanden játszódnak. Általában félig önéletrajzi ihletésűek voltak, a bántalmazó vagy elhanyagoló szülőkkel „megáldott” tizenéves különcökre összpontosítva. Zindel maga egyszülős családban nőtt fel; édesanyja különféle foglalkozásokat űzött: kalaposnő, hajógyári munkás, kutyatenyésztő, hot-dogárus, végül pedig okleveles ápolónő volt, gyakran gyógyíthatatlan betegeket látva el otthonukban. Gyakran költöztek, és az édesanyja gyakran szőtt „gyors meggazdagodási” terveket, amelyek nem jártak sikerrel. Ezt a neveltetést a legpontosabban az Egy tizenéves pávián vallomásai című könyvben jeleníti meg.
Könyvei gyakran sötét témájuk ellenére, amelyek a magánnyal, a veszteséggel és a bántalmazás hatásaival foglalkoznak, humorral is tele vannak. Sok regényének bolondos címe van, például a Drágám, a hamburgerem, a Bocsánat, a szemgolyómra lépsz! avagy Egy tizenéves pávián vallomásai. A Drágám, hamburgerem kifejezetten a tizenévesek szexualitásával, az otthoni bántalmazással, a tinédzserkori terhességgel és az abortusszal foglalkozik.
A Malacember, amelyet először 1968-ban adtak ki, a szerelemmel és a furcsa helyeken való barátkozással foglalkozik. Széles körben tanítják az amerikai iskolákban, és az 1990-es években felkerült az Amerikában leggyakrabban betiltott könyvek listájára; például a texasi Planóban élő szülők sértő nyelvezetre és szexuális témákra panaszkodtak. Zindel kijelentette, hogy „általában figyelmen kívül hagyom a kritikusokat. Úgy hiszem, a tökéletes történet egy álom."
2002-ben megkapta az Amerikai Könyvtári Szövetség éves Margaret A. Edwards-díját, elismerve összesített „jelentős és tartós hozzájárulását a fiatal felnőtt irodalomhoz". A zsűri öt, állítólag 1968 és 1993 között megjelent művet említett: A gammasugarak hatása a százszorszépekre; Drágám, hamburgerem; és a Malacember-trilógia. A hivatkozás A Malacembert az „egyik első hiteles ifjúsági regénynek” nevezte, a testület elnöke pedig megjegyezte, hogy „Paul Zindel ismeri és megérti azt a valóságot, amellyel a fiatal felnőttek nap mint nap szembesülnek”. … Képes őszintén és realisztikusan ábrázolni a fiatal felnőtteket. A közel 40 évvel ezelőtt kidolgozott karakterei a mai tinédzserekhez is szólnak." 
Az 1994-es Loch című regénytől kezdve Zindel számos spekulatív fikciós regényt írt gyermekeknek és fiatal felnőtteknek, főként a horror műfajában.
Zindel Hollywoodban is dolgozott, többek között az Up the Sandbox, a Mame és a Runaway Train forgatókönyveit írta. Színészi tanulmányait Tracey Roberts színésznőnél is végezte.

## Magánélete és halála
Zindel 1973-tól Bonnie Hildebrand férje volt, akitől 1998-ban elvált. Két gyermekük született: Lizabeth Zindel regényíró és fiuk, David, aki kiadó lett.
A New Jersey állambeli Montague Township lakosaként, Zindel 2003-ban New Yorkban, a manhattani Beth Israel Orvosi Központ Jacob Perlow Hospice-ában, tüdőrákban halt meg. A Staten Island-i Moravian temetőben van eltemetve.

## Művei

### Színdarabok
- A gammasugarak hatása a százszorszépekre, 1964
- A hölgyeknek ágyban kellene lenniük
- És Miss Reardon iszik egy kicsit, 1967
- Hadd halljam a suttogásodat, 1969
- Mildred Wild titkos ügyei, 1972
- 17 percenként megőrül a tömeg
- Hölgyek az Alamóban, 1977
- Amulettek a Sárkány Erők Ellen, 1989 [14]

### Regények

#### Az ismeretlen zóna
- Loch, New York: HarperCollins, 1994
- A végzet köve, New York: HarperCollins, 1995
- Raptor, New York: Hyperion, 1998
- Patkányok, New York: Hyperion, 1999
- A halál zátonyai, New York: HarperCollins, 1998
- A denevér éjszakája, New York: Hyperion, 2001
- A kütyü, New York: HarperCollins, 2001

#### PC Hawke rejtélyek
- A Sikoly Múzeum, New York: Hyperion, 2001
- A szörfözés holtteste, New York: Hyperion, 2001
- Az e-mailes gyilkosságok, New York: Hyperion, 2001
- A halálos gorilla, New York: Hyperion, 2001
- A gyilkosság négyzetgyökere, 2002
- Halál az Amazonason, 2002
- Az ínyenc zombi, 2002
- A 86. utca fantomja, 2002
- Harry és Hortense a Hormongimnáziumban, New York: Harper, 1985

#### A Bolondos Tények Ebédcsapat
- A gyilkos halrudak támadása, New York: Bantam, 1993
- Ötödikosztályos szafari, New York: Bantam, 1992
- Fright Party, New York: Bantam, 1993
- Százszázalékos nevetéslázadás, New York: Bantam, 1994

#### A Malacember-trilógia
- A Malacember, New York: Harper, 1968
- A malacember öröksége, New York: Harper, 1981
- A Malacember és én, New York: HarperCollins, 1992

#### Egyéb regények
- Drágám, hamburgerem, New York: Harper, 1969
- Soha nem szerettem az elméd, New York: Harper, 1970
- Szeretem az anyámat, New York: Harper, 1975
- Bocsáss meg, rálépsz a szemgolyómra! , New York: Harper, 1976
- Egy tizenéves pávián vallomásai, New York: Harper, 1977
- Az Undertaker's Gone Bananas, New York: Harper, 1978
- Egy sztár a későn érkezőknek (Bonnie Zindellel), New York: Harper, 1980
- A lány, aki fiút akart, New York: Harper, 1981
- To Take a Dare (Crescent Dragonwagonnal), New York: Harper, 1982
- Amikor sötétség száll alá Bantam Books, 1984
- Eugene Dingman csodálatos és halált megvető naplója, New York: Harper, 1987
- Egy begónia Applebaum kisasszonynak, New York: Harper, 1989
- David & Della, New York: HarperCollins, 1993
- Club de collecionistas de noticias
- A Houdini -krisztus, 2002
- CD általi halál, 2003
- A megkövesedett papagáj, 2003
- Megahalál tábor, 2003

### Novellák
- Szerelem és százlábúak, 1999. Szerepel Judy Blume Helyek, ahol sosem akartam lenni című könyvében is.
- Rachel vámpírja, 2001. Joan Abelove Elveszett és talált című könyvében is szerepel

### Forgatókönyvek
- Hadd halljam a suttogásodat – 1969-es televíziós film az ő darabja alapján
- Up the Sandbox – 1972-es film Barbra Streisanddal és David Selbyvel
- Mame – 1974-es zenés film Lucille Ball főszereplésével, az azonos című színpadi musical alapján.
- Maria szeretői (Maria's Lovers) – 1984-es film, Nastassja Kinski, John Savage és Robert Mitchum főszereplésével
- Runaway Train – 1985-ös film Jon Voight, Eric Roberts és Rebecca De Mornay főszereplésével; három Oscar-díjra jelölték
- Alice Csodaországban – 1985-ös televíziós film, sztárszereplőkkel
- Babes in Toyland – A film 1986-os televíziós adaptációja Keanu Reeves és Drew Barrymore főszereplésével
- Egy connecticuti jenki Artúr király udvarában – Mark Twain regényének 1989-es televíziós adaptációja.

## Fordítás
- Ez a szócikk részben vagy egészben  a   Paul Zindel című angol Wikipédia-szócikk fordításán alapul.  Az eredeti cikk szerkesztőit annak laptörténete sorolja fel. Ez a jelzés csupán a megfogalmazás eredetét és a szerzői jogokat jelzi, nem szolgál a cikkben szereplő információk forrásmegjelöléseként.